# إسقاط لامبرت الأسطواني متساوي المساحات

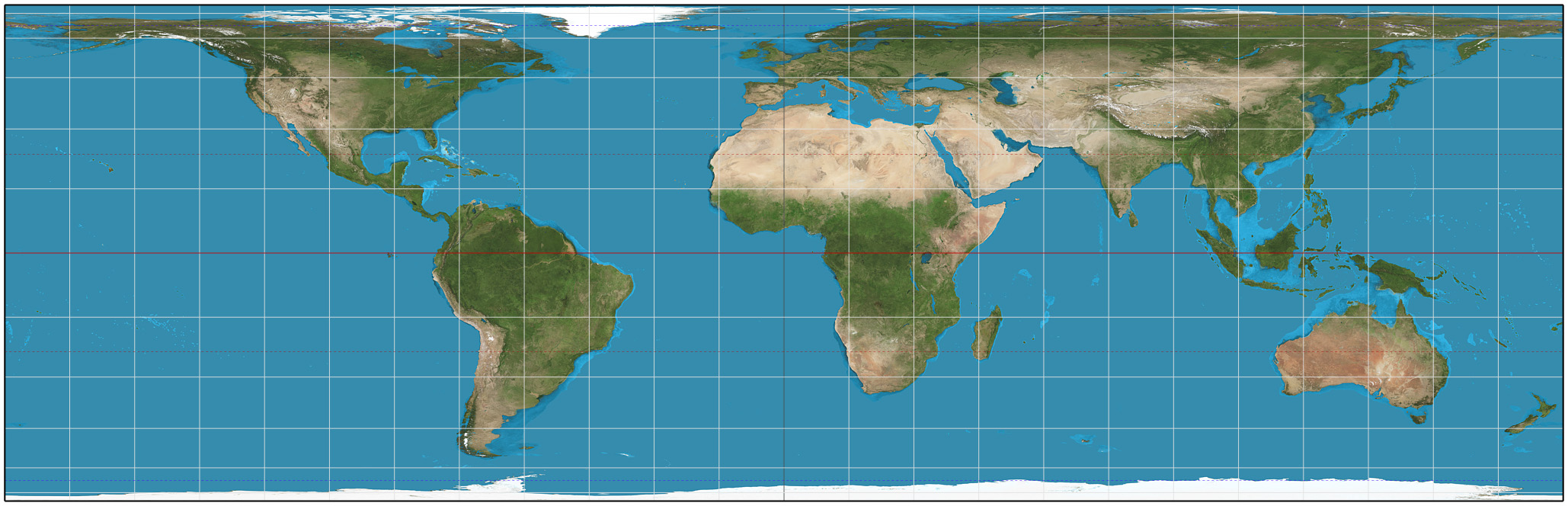
لامبرت اسطواني اسطواني متساوي المساحات للعالم

إسقاط لامبرت أسطواني متساوي المساحات للعالم، خط الطول المركزي عند 160 درجة غربًا لتركيز الخريطة على المحيطات.

Tissot_indicatrix_world_map_Lambert_cyl_equal-area_proj.svg.png

في علم رسم الخرائط، يعتبر إسقاط لامبرت الأسطواني متساوي المساحات، أو إسقاط لامبرت الأسطواني،إسقاطًا أسطوانيًا متساوي المساحات ‏ . هذا الإسقاط غير مشوه على طول خط الاستواء، الذي يمثل خط عرضه القياسي، لكن التشوه يزداد بسرعة نحو القطبين. مثل أي إسقاط أسطواني، فإنه يمد خطوط العرض بشكل متزايد بعيدًا عن خط الاستواء فتتراكم على القطبين تشويهًا لانهائيًا، لتصبح خطوطًا بدلاً من نقاط.

## تاريخ

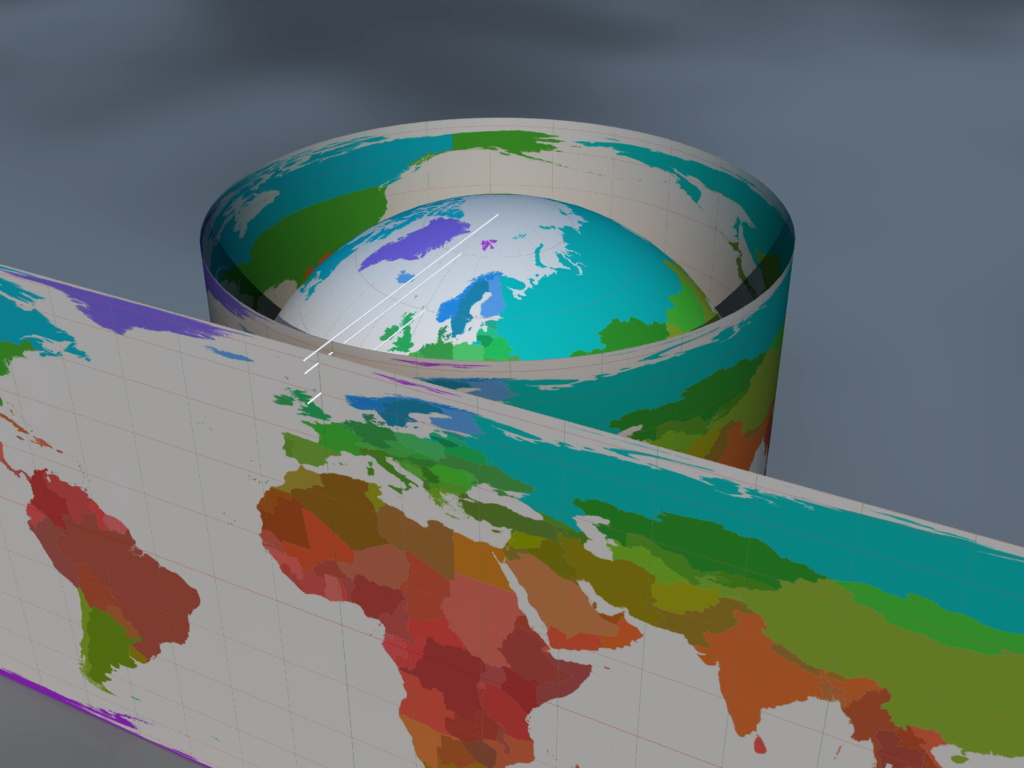
constructie.jpg/220px-Cilinderprojectie-constructie.jpg

اخترع عالم الرياضيات السويسري يوهان هاينريش لامبرت الإسقاط ووصفه في أطروحته عام 1772 التي سماها : ملاحظات وتعليقات حول تكوين الخرائط الأرضية والسماوية.
إسقاط لامبرت هو الأساس لعائلة الإسقاط الأسطواني متساوي المساحات. اختار لامبرت خط الاستواء خط عرض غير مشوه. بضرب ارتفاع الإسقاط ببعض العوامل وقسمة العرض على نفس العامل، يمكن نقل المناطق التي لا يوجد بها تشويه إلى أي خطي عرض نرغب بهما شمال وجنوب خط الاستواء. تتواجد هذه الاختلالات، خاصة إسقاط غال-بيترز، في الخرائط بشكل أكثر شيوعًا من إسقاط لامبرت الأصلي نظرًا لانخفاض تشوهها بشكل عام.

## الصيغ
{\displaystyle {\begin{aligned}x&=\lambda -\lambda _{0}\\y&=\sin \varphi \end{aligned}}}
حيث φ هو خط العرض،λ هو خط الطول و λ0 هو خط الزوال المركزي. 

## أنظر أيضا
- قائمة إسقاطات الخريطة

## روابط خارجية
- Table of examples and properties of all common projections, from radicalcartography.net